# 藤屋安実
藤屋 安実（ふじや あみ、1997年3月18日- ）は、日本の舞台女優であり、その他に演出、衣裳、経理、広報。劇団「藤一色」所属。

## 経歴
- 2019年11月に藤一色へ入団[2]。

## 参加作品

### 舞台
- 劇団藤一色染色公演「恋愛事変」2019年）

- オトズレ『Salome』[3]衣裳（2019年）
- APOFES2020 『夢の中で生きている夢の中では生きられない獣』[4]江藤樹里役（2020年）